# Iluminaci bawarscy

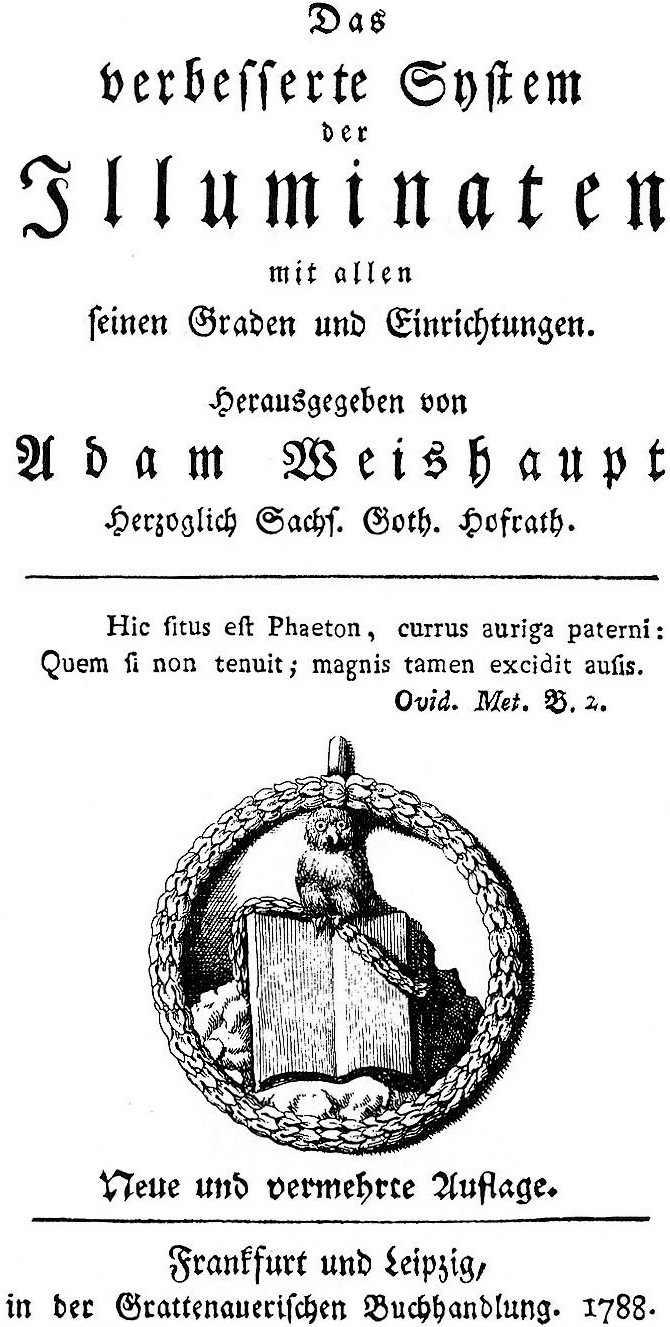
Symbol związku: Sowa Minerwy siedząca na księdze (grafika z 1776)

Iluminaci bawarscy, właśc. Zakon Iluminatów (od łacińskiego illuminatus – oświecony, l. mn. illuminati) – istniejące przez krótki czas tajne stowarzyszenie mające na celu uczynienie zbędnym panowania ludzi nad ludźmi poprzez oświecenie i doskonalenie moralne. Zostało założone 1 maja 1776 przez Adama Weishaupta (filozofa i znawcę prawa kościelnego) w Ingolstadt i działało do jego zakazania w elektoracie Bawarii w 1785 r.
Rzekome dalsze istnienie iluminatów bawarskich stało się osnową wielu teorii spiskowych. Według nich efektem tajnej działalności tego stowarzyszenia miała być między innymi rewolucja francuska. Przypisywano mu walkę z Kościołem katolickim i dążenie do panowania nad światem.

## Historia

### Założenie

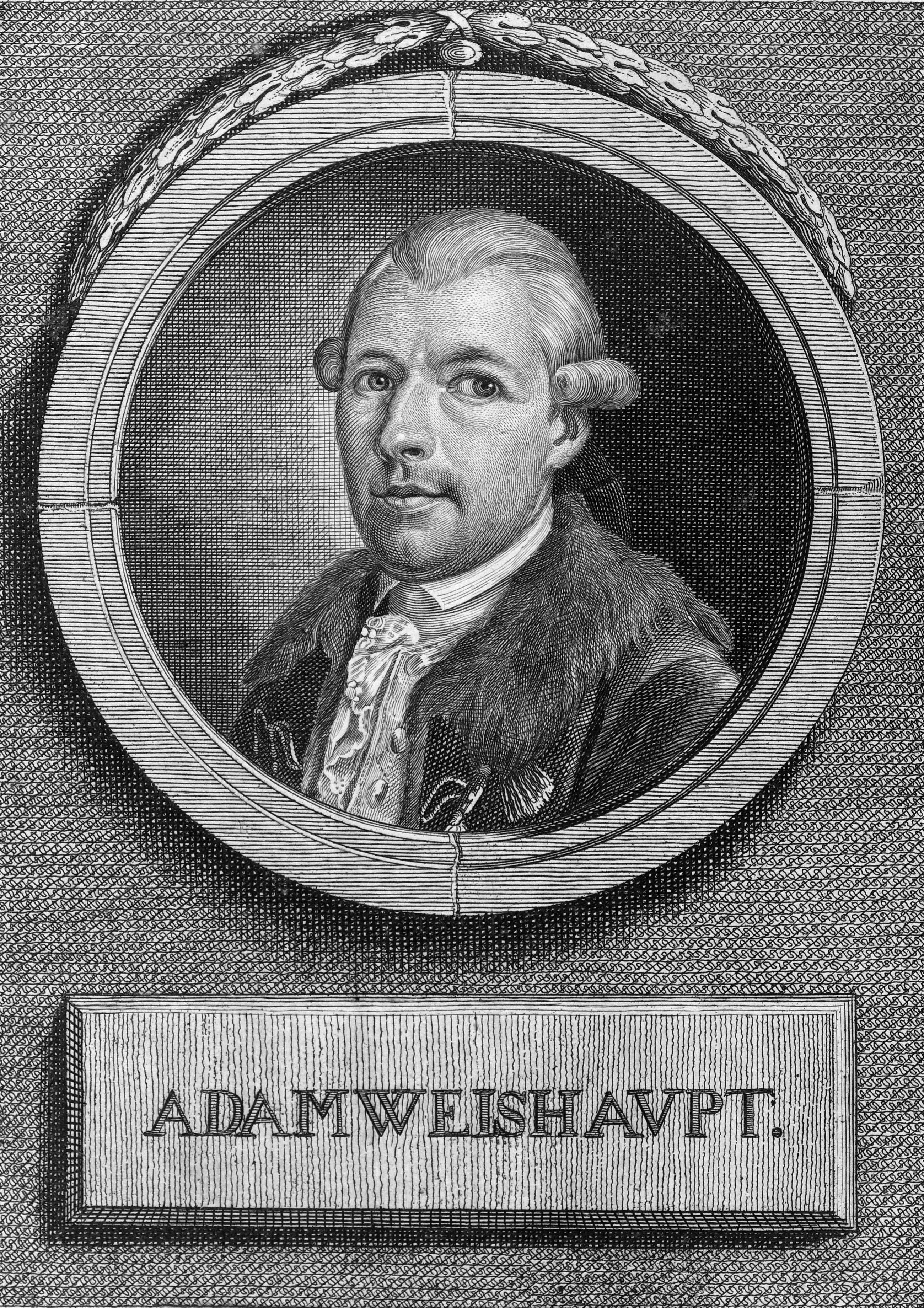
Adam Weishaupt, założyciel Zakonu Iluminatów

Uniwersytet w Ingolstadt był w końcu XVIII wieku całkowicie opanowany przez dawnych jezuitów, których zakon został rozwiązany w 1773. Dwudziestoośmioletni profesor prawa kościelnego i filozofii praktycznej, Adam Weishaupt (1748–1830), jako jedyny z grona pedagogicznego nie miał jezuickiej przeszłości. Z tego powodu był izolowany wśród nauczycieli. Wpłynęło to na jego entuzjazm dla idei oświeceniowych. Pierwszego maja 1776 Weishaupt razem z dwoma swoimi studentami założył Związek Perfektibilistów (niem. Bund der Perfektibilisten) (z łacińskiego perfectibilis, „zdolny do doskonalenia”). Jako symbol stowarzyszenia wybrał sowę, atrybut rzymskiej bogini mądrości Minerwy. Weishaupt pragnął chronić swych studentów przed jezuickimi intrygami, które wszędzie podejrzewał, przede wszystkim jednak chciał im zapewnić dostęp do współczesnej, krytycznej wobec Kościoła literatury. W tym celu założył Tajny Związek Mądrości (niem. Geheimer Weisheitsbund), będący początkowo jedynie kółkiem czytelniczym, liczącym nie więcej niż 20 członków.

Weishaupt postrzegał zakon różokrzyżowców jako stale wzmacniające się siły zła, którym należy się przeciwstawić. O tym mistycznym, związanym z wolnomularstwem zakonie pisał w 1790 w swoim dziele Pythagoras oder Betrachtungen über die geheime Welt- und Regierungskunst: 

Dwie okoliczności miały decydujące znaczenie. Mniej więcej w tym czasie [1776] oficer nazwiskiem Ecker założył w Burghausen lożę, która zajmowała się alchemią i zaczęła się gwałtownie rozszerzać. Jeden z członków tej loży przybył do Ingolstadt, aby zwerbować tu najzdolniejszych studentów. Na nieszczęście jego wybór padł na tych, na których i ja miałem oko. Myśl, że dobrze rokujący młodzieńcy mieliby zostać w ten sposób zgubieni, że miałbym patrzeć, jak opanowuje ich ta zaraza, jak staczają się w złotoróbstwo i podobne szaleństwa, myśl ta był dla mnie bolesna i nieznośna. Dlatego poszedłem po radę do młodego człowieka, którego darzyłem największym zaufaniem. Ten zachęcił mnie do użycia mojego wpływu na studentów, aby jak to tylko możliwe uporządkować ten nieład, przez skuteczne antidotum, przez założenie towarzystwa.

W 1778 r. Franz Xaver von Zwackh, dawny uczeń Weishaupta i późniejszy administrator bawarskiej części Palatynatu, przeprowadził reorganizację zakonu, dzięki czemu zaczął się on bardziej dynamicznie rozwijać. Weishaupt zaproponował nową nazwę: Zakon Pszczół (niem. „Bienenorder”). Miało to wyrażać ideę, że członkowie pod kierunkiem królowej pszczół będą zbierać nektar wiedzy. Zdecydowano się jednak na „Związek Iluminatów” (niem. „Bund der Illuminaten”), a następnie „Zakon Iluminatów” (niem. „Illuminatenorden”). W 1780 r. liczył on około 60 członków.

### Krótki rozkwit

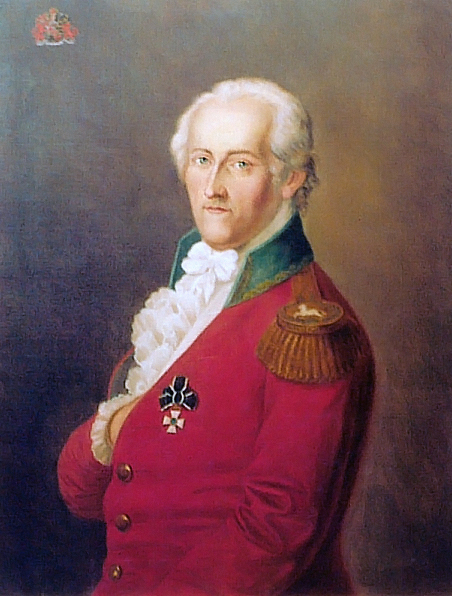
Adolph Franz Friedrich Ludwig Knigge, najskuteczniejszy rekruter zakonu iluminatów

Dalsza reorganizacja miała miejsce po wstąpieniu dolnosaksońskiego szlachcica, barona Adolpha Knigge. Przystąpił on 1 lipca 1780 do loży L’Union we Frankfurcie nad Menem, zwerbowany przez bawarskiego urzędnika dworskiego Constantina Constanzo, i rozwinął aktywną działalność. Do tego czasu zakon, jak pisał Weishaupt, „w zasadzie nie istniał, jak tylko w mojej głowie”. Knigge nadał mu w 1782 strukturę podobną do masońskiej. Powstał też tak zwany areopag z Weishauptem, Kniggem i resztą kierownictwa zakonu. Nowa organizacja pozwoliła iluminatom na rekrutację licznych masonów, a nawet przejęcie całych lóż.
Niemiecka masoneria przeżywała kryzys związany z rozpadem Rytu Ścisłej Obserwy w 1776 r. Masoneria była początkowo apolitycznym, romantycznym ruchem, uważającym się za następcę rozwiązanych w 1312 r. templariuszy. Karl Gotthelf von Hund und Altengrotkau przejął przewodnictwo niemieckich lóż. Przez długie lata twierdził on, że pozostaje w kontakcie z „Nieznanymi Starszymi”, wyjawiającym mu najgłębsze tajemnice wolnomularstwa. Po śmierci von Hunda w 1776 r. nie ujawnili się żadni „Tajni Starsi”. Masoni czuli się zagubieni. Pomiędzy 16 lipca a 1 września 1776 odbył się w Wilhelmsbad wielki konwent wolnomularzy Ścisłej Obserwy. Dwaj przedstawiciele iluminatów, Knigge i radykalny zwolennik oświecenia Franz Dietrich von Ditfurth, zdołali przekonać większość zgromadzonych do swojego zakonu. Rywalizujący z nimi różokrzyżowcy pozostali w mniejszości. Na stronę iluminatów przeszedł nawet czołowy przedstawiciel Ścisłej Obserwy Johann Christoph Bode.

### Kryzys i zakaz działalności
W następstwie opisanych wyżej zdarzeń liczba członków gwałtownie rosła. Ten sukces był jednak jednocześnie początkiem końca: Weishaupt krytykował, że przyjęto zbyt wielu członków bez sprawdzenia, czy są przydatni dla celów zakonu. Knigge stwierdził, że jego wysiłki przy rekrutacji nowych członków nie zostały docenione i groził w listach, że ujawni tajemnice zakonu jezuitom i różokrzyżowcom. Tym jednak tylko wzmocnił brak zaufania u Weishaupta. Wzbudzało także znaczne obawy u Weishaupta, że Knigge i Bode wciągnęli do zakonu przedstawicieli absolutystycznej władzy, jak książęta: Karol Hessen-Kassel, Ferdynand z Brunszwiku, Ernest II z Saksonii-Gothy i Karol August z Saksonii-Weimaru. Rzeczywiście Karol August i jego tajny radca Johann Wolfgang von Goethe wstąpili do iluminatów aby zbadać zakon .
Spór między Weishauptem a Knigge zaostrzył się do tego stopnia, że groził rozbiciem zakonu. W lutym 1784 zwołano w Weimarze sąd polubowny nazwany kongresem. Brali w nim udział między innymi Goethe, Johann Gottfried Herder i książę Ernest II. Niespodziewanie dla Kniggego kongres zdecydował o powołaniu całkiem nowego areopagu. Obie wiodące osobistości zakonu miały zrezygnować ze swoich funkcji. Pozornie był to znośny kompromis. Ponieważ jednak założyciel zakonu zachował, jak było do przewidzenia, swoje wpływy nawet bez formalnej pozycji w areopagu, oznaczało to dotkliwą porażkę Kniggego. 1 lipca 1784 Knigge opuścił zakon iluminatów. Zwrócił się on następnie przeciwko „modnemu szaleństwu”, próbowaniu ulepszenia świata poprzez tajne stowarzyszenia. Weishaupt przekazał kierownictwo zakonu hrabiemu Johannowi Martinowi zu Stolberg-Roßla.
W tym czasie tajne stowarzyszenia ściągnęły na siebie uwagę władz bawarskich. Władze uważały za podejrzane cele oświeceniowych tajnych zakonów nakierowanych na zmianę tradycyjnego porządku, próbujących przez zdobywanie wpływów w urzędach publicznych osiągnąć „racjonalne państwo”. W konsekwencji elektor Karol Teodor zakazał 22 czerwca 1784 działalności wszystkich stowarzyszeń i związków, założonych bez zgody państwa.
Pod naciskiem kanclerza von Kreittmayra, różokrzyżowca von Törringa i innych dworzan został wydany 2 marca 1785 kolejny edykt wymieniający tym razem nazwy iluminatów i wolnomularzy oraz zakazujący ich działalności jako zdradzieckiej i wrogiej wobec religii. Podczas przeszukań domów członków zakonu znaleziono różne dokumenty wskazujące na radykalne cele organizacji. Dokumenty znalezione przy zmarłym kurierze dostarczyły władzom nazwisk kilku członków. Tego samego roku papież Pius VI uznał w dwóch listach (z 18 czerwca i 12 listopada) do biskupa Freisinga, że członkostwo w zakonie jest nie do pogodzenia z wiarą katolicką.
Prześladowania będące następstwem zakazów działalności z lat 1784/85 nie były szczególnie dotkliwe. Doszło do przeszukań i konfiskat. Kilku radców dworu i urzędników straciło swoje stanowiska. Kilku członków zakonu musiało opuścić kraj, ale żaden nie został aresztowany. Sam Weishaupt, o którym władze nie wiedziały, że był członkiem zakonu, miał status podejrzanego. Udało mu się zbiec najpierw do wolnego miasta Ratyzbony, a w 1787 r. do Gothy, gdzie książę Ernest II ofiarował mu synekurę radcy dworu. Ten iluminacki książę posiadał bogaty zbiór dokumentów, które stały się ważnym źródłem do historii zakonu. Jest to tak zwana szwedzka skrzynia będąca od 1990 przedmiotem badań.
W kwietniu 1785 hrabia Stolberg-Roßla ogłosił oficjalnie czasowe zawieszenie działalności zakonu. Bode wykorzystał ten fakt, żeby utrzymywać istnienie iluminatów. Powołał do życia weimarski „Kościół Minerwy” i „Zakon niewidzialnych przyjaciół”. Ostro antyiluminacki klimat lat rewolucji zmusił go jednak w 1790 r. do zaprzestania starań. Badacze zgadzają się, że zakon iluminatów został w pełni zlikwidowany .
16 sierpnia 1787 został wydany trzeci, jeszcze ostrzejszy, edykt karzący rekrutację członków do masonerii i iluminatów karą śmierci. Można z tego wywnioskować, że w kręgach władzy wierzono w dalsze istnienie iluminatów. Przyłapani członkowie zakonu w służbie państwowej, jeśli chcieli zachować swoje stanowiska, musieli odbyć pełną spowiedź i zrzec się członkostwa. Zwack i inni członkowie złożyli pisemne zeznania. Niektóre z nich zostały opublikowane, posiadają jednak niewielką wartość źródłową . Publikacje te wywołały jednak pierwszą falę antyiluminackiej histerii. Wszędzie doszukiwano się machinacji radykalnych, oświeceniowych, tajnych stowarzyszeń. Druga, dużo mocniejsza fala tej histerii napłynęła po rewolucji francuskiej, gdy doszło do zmieszania strachu przed jakobinami ze starszym strachem przed iluminatami w szczególny rodzaj fantazji. W tych okolicznościach bawarski minister Montgelas (choć sam był wcześniej iluminatem) zabronił działalności tajemnych stowarzyszeń najpierw w 1799, a potem w 1804 r. Jak bardzo niemiecka opinia publiczna w latach francuskiej rewolucji była zafascynowana przerażającymi tajnymi stowarzyszeniami, świadczą dzieła literackie tamtego czasu od Spirytualisty (1787/89) Friedricha Schillera przez Die unsichtbare Loge (1793) Jeana Paula po  Der Groß-Cophta (1792) i Lata nauki Wilhelma Meistra (1796) Goethego.

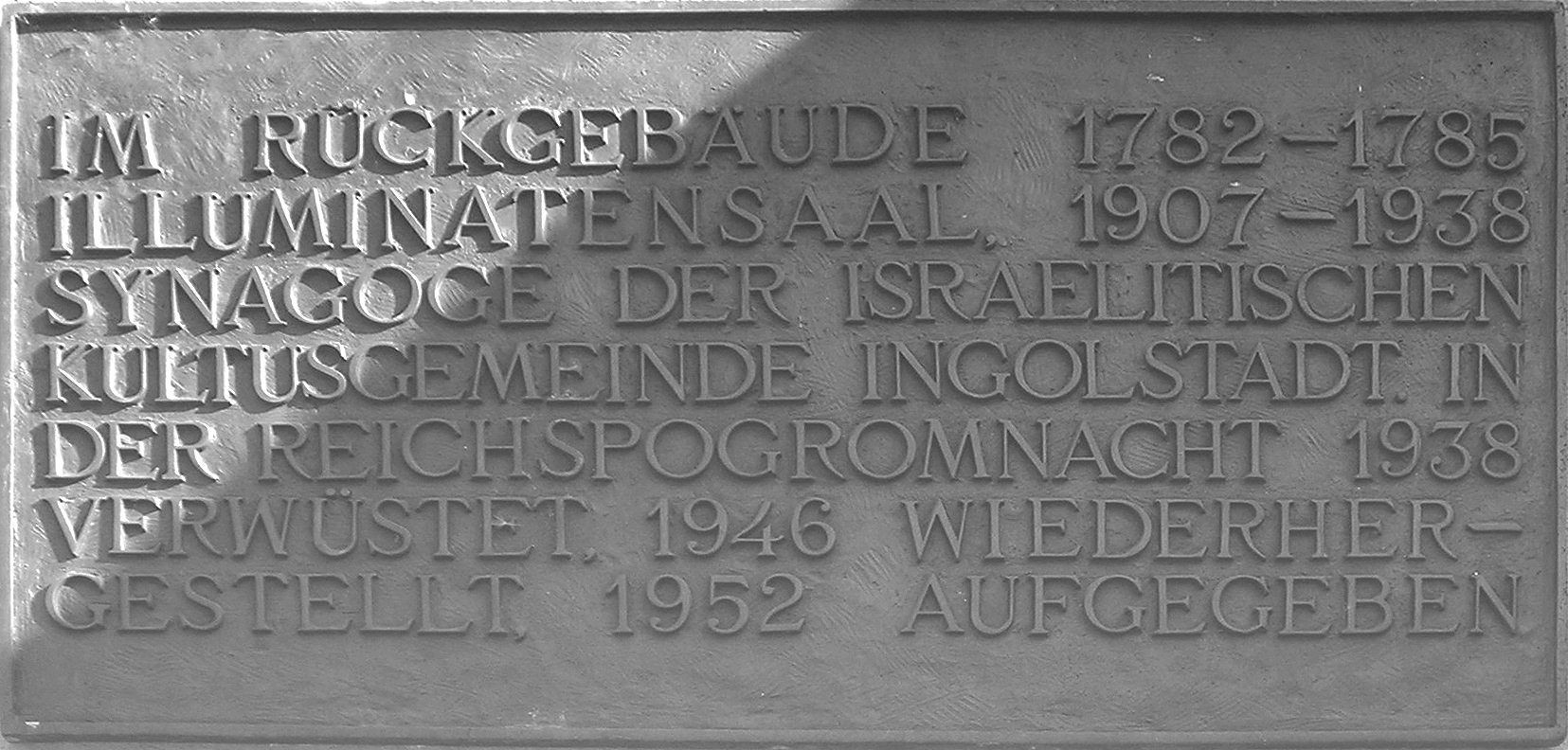
Tablica pamiątkowa

Na Theresienstraße 23 (wcześniej Am Weinmarkt 298) w Ingolstadt znajduje się tablica pamiątkowa na budynku, w którym mieściła się sala zebrań iluminatów.

## Cele
W zakonie iluminatów panował światopogląd oświecenia. Celem było ulepszenie i udoskonalenie świata, a także członków zakonu (stąd stara nazwa perfektibiliści). Na tej drodze pragnęli iluminaci osiągnąć wolność, rozumianą także jako wolność polityczna. Iluminaci byli pierwszym znanym politycznym, tajnym związkiem nowożytności.
Weishaupt pisał w 1782 r. w swojej Rede an die neu aufzunehmenden Illuminatos dirigentes:

Kto chce wprowadzić powszechną wolność, ten propaguje powszechne oświecenie: ale oświecenie nie jest znajomością słów, lecz rzeczy, nie jest znajomością abstrakcyjnej, spekulatywnej, teoretycznej wiedzy, która rozdyma ducha, ale serca nie ulepsza.

Środkiem do osiągnięcia wolności była dla Weishaupta przede wszystkim edukacja. Rozumiał przez nią nie tylko powierzchowne poszerzanie wiedzy, ale w pierwszej linii edukację serc, moralność. Miała ona umożliwić jednostce panowanie nad sobą. Zewnętrzne formy panowania były odrzucane, w szczególności despotyzm absolutystycznych władców, ale też duchowy despotyzm Kościoła katolickiego. Według tej libertariańskiej utopii zakon iluminatów, zwany „wojskiem moralności”, miał doprowadzić do wolnego i równego społeczeństwa bez władców i bez Kościoła .
W odróżnieniu od wojowniczych anarchistów XIX wieku, iluminaci wierzyli, że społeczeństwo bez władców da się osiągnąć bez użycia przemocy. Weishaupt uważał, że sama historia pomoże mu w realizacji tego celu. Pod wpływem myślicieli, w tym Joachima z Fiore, dzielił dzieje na trzy epoki. W „dzieciństwie ludzkości” nie znano władzy, własności i dążenia do potęgi. Pojawiły się one dopiero w „epoce młodości”, gdy powstały pierwsze państwa osuwające się jednak coraz bardziej w „despotyzm”. To jednak obudziło z kolei tęsknotę za utraconym rajem braku rządów. Weishaupt pisał: „Despotyzm będzie sam środkiem, który ułatwi drogę do wolności”. W „dojrzałym wieku” ludzkości despotyzm zostanie bezkrwawo przezwyciężony dzięki tęsknocie za wolnością, którą sam wywołał, poprzez oświecenie i wyuczone samoopanowanie. Zadaniem „tajnych szkół mądrości”, których tradycja ciągnie się od wczesnego chrześcijaństwa, przez wolnomularstwo po iluminatów jest propagowanie oświecenia i przeprowadzenie ludzkości do „ziemi obiecanej”. Choć loże masońskie stały się apolityczne, to jednak mogły służyć iluminatom jako maski. W końcu „czas rozkładu” zainicjuje nowy cykl historii .

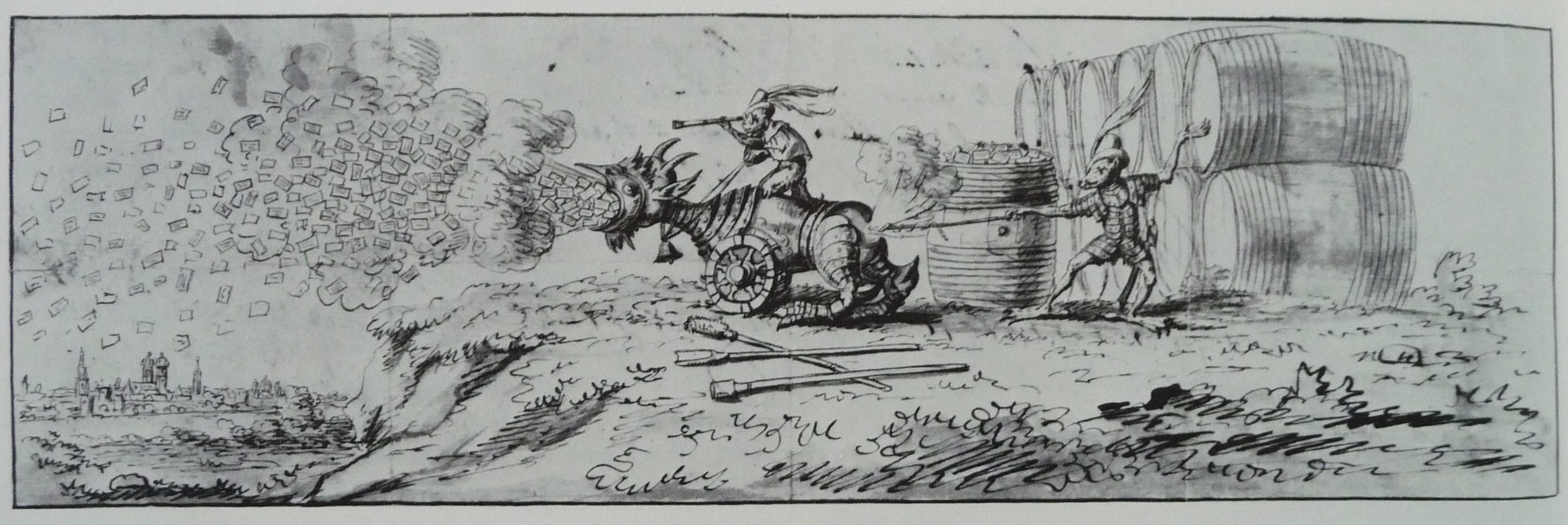
Karykatura przeciw iluminatom: obsługiwana przez diabła armata bombarduje Monachium ulotkami

W tej wizji historii miesza się średniowieczny millenaryzm i nowożytna utopia, staroświecki profetyzm i nowoczesna prognoza, jak własnym działaniem można osiągnąć cel. Weishaupt połączył dwie przeciwstawne postawy. Po pierwsze głosił kwietyzm, który odciążał członków zakonu od odpowiedzialności za bieg historii. Po drugie wymagał wywrotowej aktywności, która miała osłabić istniejący system rządów. Nie było oczywiste, który z tych aspektów jest ważniejszy. Z jednej strony nie trzeba było nic robić, gdyż czas absolutystycznych monarchii sam z wewnętrznej logiki musiał dobiec końca. Z drugiej strony Weishaupt uważał iluminatów za czynnik, który przez swą działalność, a nawet samo istnienie będzie oddziaływał na zakończenie despotyzmu.
Obalenie absolutystycznych monarchii miało być osiągnięte nie na drodze rewolucji, lecz środkami polityki personalnej. Dążono do zajęcia coraz większej ilości kluczowych stanowisk w despotycznym państwie, po to by stopniowo przejąć nad nim kontrolę. Następnie iluminaci, jako oświecona, kierująca się rozsądkiem i etyką elita mieli objąć władzę. Miała to być władza filozofów podobna jak postulowana przez Platona. Weishaupt nie wypowiadał się, na temat charakteru przyszłej władzy iluminatów. Jednak demokracja, rozumiana jako suwerenność ludu, nie była celem iluminatów. Odróżniało ich to od jakobinów, z którymi utożsamiali ich późniejsi krytycy. Według Hansa-Ulricha Wehlera iluminaci stanowili sami część oświeconego absolutyzmu, do przezwyciężenia którego się przygotowywali.

## Struktura

### Organizacja
Iluminaci byli jednym z licznych towarzystw i organizacji, które według Jürgena Habermasa, były charakterystyczne dla kształtowania się nowoczesnego fenomenu opinii publicznej w epoce oświecenia. Podczas gdy średniowieczne organizacje, takie jak towarzystwa czytelnicze i dobroczynne miały charakter stanowy, to w lożach masonów i różokrzyżowców, a także w tajnych stowarzyszeniach jak iluminaci, istniała możliwość kontaktów społecznych ponad granicami stanowymi na zasadniczo egalitarnym gruncie .
W odróżnieniu od innych towarzystw nowego typu, iluminaci posiadali wyraźnie polityczny program, podczas gdy u wolnomularzy do dzisiaj unika się sporów wyznaniowych, religijnych lub partyjnych. Wolnomularze przyznają się do swojej przynależności i w tym sensie nie stanowią w odróżnieniu od iluminatów tajnego stowarzyszenia. Iluminaci przejęli masońskie struktury jak loże oraz system stopni, nie należeli jednak do masonerii. Nie współpracowali również w obediencjach i wielkich lożach .
Aby móc lepiej infiltrować masonerię, Knigge nadał iluminatom podczas swojej reformy zakonu opartą na wolnomularskiej strukturę z fantazyjnymi nazwami stopni. Każdy stopień miał swój rytuał inicjacyjny oraz „tajemnice” ujawniane inicjowanym. Szkółka roślin miała wprowadzać niedoświadczonych do zakonu. Miała trzy stopnie: nowicjusz, minerwal (od rzymskiej bogini mądrości) i illuminatus minor (niższy oświecony). Oparta na masonerii klasa murarzy posiadała stopnie: uczeń, czeladnik, mistrz, illuminatos maior (wyższy oświecony) oraz illuminatus regens (wiodący oświecony). Na szczycie znajdowała się klasa misteryjna składająca się ze stopni: ksiądz, regent, magus i rex (władca). Ze względu na krótki czas istnienia zakonu nie zdążono jednak opracować przepisów i rytów dla najwyższej klasy.
Każdy członek zakonu otrzymywał podczas inicjacji tajne imię, które musiało mieć niechrześcijańskie, a przynajmniej nieortodoksyjne pochodzenie. Weishaupt przyjął imię wodza starożytnego powstania niewolników Spartakusa, Knigge żydowskiego filozofa Filona, a Goethe scytyjskiego maga Abarisa. Także w geografii stosowano kryptonimy (Monachium nazywano Atenami, Tyrol Peloponezem, Frankfurt nad Menem Edesą, a Ingolstadt Eleusis). Także daty podawano według tajnego kalendarza z perskimi nazwami miesięcy, gdzie rok pierwszy był datą śmierci Mahometa w 632 roku naszej ery.
Zakonne imiona prowadziły do równości wśród iluminatów. Członkowie na pierwszych stopniach wtajemniczenia znali nawzajem jedynie swe tajne imiona. Nie mogli więc wiedzieć, kto jest szlachcicem, kto mieszczaninem, kto profesorem uniwersytetu, a kto jedynie celnikiem lub studentem. Zakon narzucał swoim członkom rygorystyczny program kształcenia. Każdy iluminat musiał się duchowo utożsamiać z patronem swego imienia. Otrzymywał także od swoich przełożonych miesięczną porcję wiedzy. Ze wzrostem stopnia, coraz większą rolę grały w niej dzieła oświeceniowe i deistyczne. Członek zakonu musiał codziennie dokumentować swój intelektualny i duchowy rozwój w tak zwanych zeszytach quibuslicet (z łac.: quibus licet – komu jest dozwolone [w domyśle: to czytać]). Jeśli zeszyty były źle prowadzone lub nie zawierały przewidzianych postępów, starszy zakonu wystawiał „Reprochen-Zettel” (fr. reproche – „zarzut”, „wymówka”, niem. Zettel – „kartka”).
Przy całej równości wewnątrz stopni, istniała wyraźna hierarchia pomiędzy poszczególnymi stopniami zakonu. Już na początku każdy inicjowany musiał przysiąść „wieczyste milczenie w niezachwianej lojalności i posłuszeństwie wobec wszystkich starszych i statutu zakonu”. Hierarchię wzmacniała także ezoteryczna struktura zakonu. Nowi członkowie byli celowo wprowadzani w błąd co do prawdziwych celów zakonu. W „szkółce roślin” wmawiano jeszcze nowicjuszom, że w żadnym wypadku nie jest celem zakonu „osłabiać świecką lub duchową władzę, panować nad światem i tym podobne”. Była to nieprawda. Iluminatom na najwyższych stopniach ujawniano „największą ze wszystkich tajemnic”, „to co tak wielu gorąco pragnęło, co tak często było poszukiwane na próżno, doprowadzić do doskonałości sztukę rządzenia ludźmi i wypełnić wszystko, o czym ludzie dotąd tylko śnili i tylko najbardziej oświeceni uznawali za możliwe”. Najgłębszą tajemnicą iluminatów był ich własny, moralny system rządów, praktykowany już wewnątrz zakonu, a który miał być wprowadzony także poza nim.
Brak uczciwego i poważnego podejścia wobec członków niższych stopni wzbudzał krytykę także w samym zakonie. Zgodnie z celem Weishaupta, jednostkę prowadzono do doskonalenia za pomocą wychowywania, lub wymagając samowychowywania. Warunkiem doskonalenia człowieka było posłuszeństwo. Z jednej strony powinno być ono uzyskiwane przez osobisty przykład starszych stopniem, przez lęk niższych i przez „pociąg ludzi ku cudownościom”. Z drugiej strony wymagało ono totalnej wiedzy o wszystkich osobistych tajemnicach wychowanka. Ten koncept Weishaupt przejął od swoich najzagorzalszych przeciwników – jezuitów. Jezuici wymagali ślepego posłuszeństwa wobec przełożonych oraz wykorzystywali spowiedź jako efektywną metodę kierowania ludźmi. Przeciwnicy iluminatów krytykowali te koncepcje jako „despotyzm oświecenia”. Manfred Agethen ustalił, że iluminaci związani byli ze swoimi przeciwnikami w dialektycznym splocie. Aby wyrwać jednostkę spod duchowego panowania Kościoła, stosowano jezuickie metody rachunku sumienia. Aby doprowadzić do triumfu oświecenia i rozumu, stosowano wielostopniowy system i mistyczne akcesoria, przypominające entuzjastyczny irracjonalizm różokrzyżowców. By wyzwolić ludzkość spod despotyzmu książąt i królów, członkowie musieli podlegać niemal totalitarnej kontroli i psychotechnice .

### Członkowie
Iluminaci odnieśli kilka sukcesów. Na początku 1780 zakon liczył między 1,5 a 2 tysiącami członków w 70 różnych państwach Rzeszy niemieckiej. Stanowiło to około jednej trzeciej liczby wolnomularzy. Trzecia część członków należała do szlachty, około 70% skończyło studia. Działalność koncentrowała się w Bawarii i turyngeńskich małych państwach Weimar i Gotha. Poza rzeszą można dowieść działalności iluminatów jedynie w Szwajcarii.
Niemiecki historyk Eberhard Weis zbadał wyrywkowo strukturę społeczną zakonu ustalając, że około jedna trzecia członków należała do szlachty, a 12% do duchowieństwa. Prawie 70% iluminatów miało wykształcenie akademickie. Udział rzemieślników wynosił prawie 25%, wyraźnie więcej niż kupców, których było tylko 10%. Przeważająca większość iluminatów (prawie 75%) składała się z urzędników i oficerów. Odpowiadało to celowi zakonu infiltracji absolutystycznego państwa. Sam Weishaupt był dumny w 1787, że co dziesiąty wyższy urzędnik Bawarii należał do zakonu. Szczególnie wyraźny był wysiłek infiltracyjny w bawarskim kolegium cenzury, które aż do interwencji księcia elektora w 1784, składało się przeważnie z iluminatów. Także cenzorzy nie należący do zakonu sympatyzowali z oświeceniem. Odpowiadała temu praktyka urzędu. Pisma eksjezuitów i inne o charakterze przeciw-oświeceniowym i klerykalnym, a nawet modlitewniki były zakazane, natomiast literatura oświeceniowa była promowana.
Ten przelotny sukces nie może przesłonić faktu, że zakon iluminatów składał się w przeważającej części z drugorzędnych akademików. Wstępowali oni do zakonu w nadziei, że otworzą się przed nimi możliwości kariery. Korelowało to z koncepcją infiltracji Weishaupta. Cel ten pozostawał nieznany dla nowo przyjętych członków. Swój właściwy cel, stworzenie intelektualnej i politycznej elity społeczeństwa, zakon osiągnął tylko w niewielkim stopniu. Poza wymienionymi już wyjątkami (Goethe, Herder, Knigge), wszyscy znaczący przedstawiciele niemieckiego późnego oświecenia pozostawali całkiem poza zakonem (Schiller, Kant, Lessing, a także Lavater, którego Knigge na próżno usiłował zwerbować), lub, jak Friedrich Nicolai, występowali z niego szybko rozczarowani jego sztywnymi strukturami. Nie mogło być mowy o żadnym rzeczywistym zagrożeniu dla państwa bawarskiego ze strony „mola książkowego Weishaupta i jego kompanów utopistów”, ale „wyzwanie dla starych potęg było zbyt silne nawet w tej okiełznanej formie” .

## Znaczenie

### Teorie spiskowe
Wiele teorii spiskowych powtarza po dziś dzień, że iluminaci przetrwali zakaz działalności i stali się wyjątkowo potężną tajną organizacją, stojącą za wieloma zjawiskami negatywnie ocenianymi. Tak więc mieli oni wpłynąć, między innymi, na powstanie Stanów Zjednoczonych, co jednak ze względu na sekwencję czasową niemożliwe (wojna o niepodległość Stanów Zjednoczonych rozpoczęła się już w 1775 r., a więc przed założeniem zakonu) .
Iluminatom przypisywano również odpowiedzialność za rewolucję francuską. Tę powtarzaną często teorię upublicznił po raz pierwszy w 1791 r. francuski ksiądz Jacques François Lefranc w swojej książce Le voile levé pour les curieux ou les secrets de la Révolution révéles à l’aide de la franc-Maçonnerie („Podniesiona zasłona, albo dla ciekawych odkryte tajemnice Rewolucji przy pomocy masonerii”). Były jezuita francuski Augustin Barruel i szkocki fizyk John Robison upowszechnili te tezy w swoich powstałych wkrótce potem dziełach o przyczynach rewolucji francuskiej . Próbowali oni niezależnie od siebie dowieść, że rewolucję wywołali iluminaci, a nie ciągłe represje wobec trzeciego stanu, rozpowszechnienie ideałów oświecenia, zła sytuacja gospodarcza kraju, słabe zbiory w roku poprzednim i nieudolne zarządzanie sytuacją kryzysową przez króla Ludwika XVI. Przedstawiano w tym celu trzy rzekome dowody:
- Prawie wszyscy znaczący przywódcy rewolucji byli masonami, przy czym zrównuje się, wbrew historycznym faktom, masonów i iluminatów.
- Krótko przed rewolucją powstała we Francji loża wolnomularska Les Illuminés („oświeceni”). W rzeczywistości była to bardzo mała grupa, o niewielkich wpływach. Skłaniała się ku mistycyzmowi i martynizmowi, nie mając nic wspólnego z oświeceniowym radykalizmem Kniggego i Weishaupta.
- Johann Christoph Bode(inne języki) podróżował w 1787 do Paryża, aby wywołać rewolucję. W rzeczywistości powód jego wizyty pomiędzy 24 czerwca a 17 sierpnia był zupełnie inny – Bode był zaproszony na konwent wolnomularzy, który skończył się jednak przed jego przybyciem[37] .

Tej spiskowej tezie brakowało więc podstaw. Pomimo to dzieła Barruelsa i Robisona odniosły wielki sukces. Na obszarze niemieckojęzycznym teoria, że iluminaci istnieli nadal po rozwiązaniu zakonu, byli odpowiedzialni za rewolucję francuską i przedstawiali aktualne zagrożenie, była rozpowszechniana przez krótko wychodzące, konserwatywne czasopismo Eudämonia (1795–1798) .
W Stanach Zjednoczonych doszło w 1798 r. do prawdziwej paniki związanej z iluminatami. Purytańscy duchowni, tacy jak Jedidiah Morse i Timothy Dwight IV, odnieśli spiskowe teorie Robisona i Barruela do wewnętrznej, politycznej sytuacji swojego kraju. Widzieli oni w Partii Demokratyczno-Republikańskiej, a szczególnie w jej założycielu Thomasie Jeffersonie, najnowsze wcielenie iluminatów. Zarzucali im, że chcą obalić nie tylko umiarkowanie konserwatywny rząd Partii Federalistycznej z prezydentem Johnem Adamsem, ale zarazem całe chrześcijaństwo. Rezultatem tego szeroko rozpowszechnionego strachu były Alien and Sedition Acts, które utrudniały obcokrajowcom uzyskanie obywatelstwa amerykańskiego oraz karały każdego, kto rozpowszechnia „fałszywe, skandaliczne i złośliwe pisma przeciwko rządowi USA”.
Mit o dalszym trwaniu zakonu odżył w XX wieku z powodu kilku okultystycznych i teozoficznych grup. Próbowały się one stylizować na iluminatów, rzekomo pozostających przez dziesięciolecia w ukryciu. Na przykład w 1896 okultysta Leopold Engel założył Światowy Związek Iluminatów, pretendujący do bycia następcą zakonu Weishaupta. Także powstałe w 1912 Ordo Templi Orientis i założeni w 1978 Iluminaci Thanaterosa przedstawiali się jako spadkobiercy bawarskich iluminatów. Wszyscy nie mieli jednak nic wspólnego z oświeceniowo-racjonalistycznym zakonem Weishaupta, Bodego i Kniggego .
Antyiluminackie teorie spiskowe zyskały w końcu XIX wieku antysemickie zabarwienie. Twierdzono, że światowe żydostwo oraz masoni lub iluminaci są ze sobą związani, o ile nie są całkiem tożsami. Angielska faszystka Nesta Webster wskazywała od lat 20. XX wieku na paralele pomiędzy rzekomymi spiskami mędrców Syjonu, a tymi iluminatów . Prawicowe i skrajnie prawicowe grupy i osoby rozpowszechniały także pod koniec XX i na początku XXI wieku spiskowe teorie na temat iluminatów. Przykładem mogą być amerykańskie John Birch Society, chrześcijański kaznodzieja Pat Robertson i twórca teorii spiskowych Des Griffin.
Niemiecki twórca teorii spiskowych Jan Udo Holey („Jan van Helsing“) opublikował wiele książek o iluminatach. Dowodzi w nich, że są oni sterowanymi przez kosmitów żydowskimi wampirami, którzy wszczęli drugą wojnę światową i przygotowywali trzecią, aby osiągnąć opisywaną jako nowy porządek świata władzę nad światem. Holey powołuje się przy tym na antysemicką fałszywkę „Protokoły mędrców Syjonu” i nawiązuje do podobnych teorii spiskowych narodowego socjalizmu. Tego rodzaju paranoidalne fantazje służą jako świadectwo ścisłego związku prawicowego ekstremizmu z częścią ezoteryki.

### Powieści
Iluminaci bywają przedstawiani w popularnych powieściach, na przykład trylogii Illuminatus! Roberta Shea i Roberta Antona Wilsona, Wahadło Foucaulta Umberto Eco lub Anioły i demony Dana Browna. Powieści te wykorzystują liczne teorie spiskowe na temat zakonu. Iluminaci są w nich przedstawieni satyrycznie lub ponuro, jako złowrogie czarne charaktery, nieprzeniknieni intryganci lub demoniczni spiskowcy pragnący władzy nad światem. O ile powieści Shea, Wilsona i Eco można interpretować jako satyrę na teorie spiskowe lub polemikę z całą ezoteryką , to współcześnie te fikcyjne informacje o iluminatach są błędnie przyjmowane za prawdę. Dan Brown na poważnie łączył iluminatów z ismailizmem, ożywiając spiskowe teorie przypisujące im związki z terroryzmem islamskim. W Aniołach i demonach pojawiają się także nieprawdziwe informacje o członkostwie Galileo Galilei (1564–1642) i Gian Lorenzo Bernini (1598–1680) w zakonie oraz rzekomej tysiącletniej linii tradycji od celtyckich druidów, przez asasynów i templariuszy mającej na celu odnalezienie umbilicus telluris (pępka Ziemi).

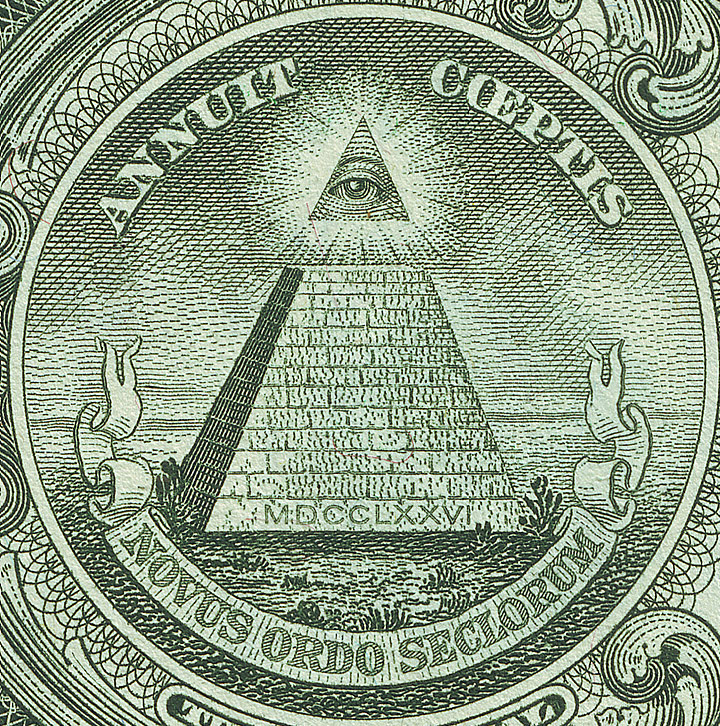
Wielka Pieczęć Stanów Zjednoczonych na banknocie jednodolarowym

Szczególnie popularna w tych powieściach jest teoria, że iluminaci posługują się tajnymi znakami i kodami oraz stosują ustalone symbole, które ujawniają ich istnienie wtajemniczonym oraz zaradnym „symbolologom”. Do tych symboli należy oko opatrzności na najwyższym kamieniu niedokończonej piramidy (zobacz: rewers Wielkiej Pieczęci Stanów Zjednoczonych na amerykańskim jednodolarowym banknocie, liczba 23 oraz ambigramy). Żadnego z tych symboli nie można jednak historycznie przypisać iluminatom. Jedynym emblematem, który stosowali, była sowa Minerwy, symbol mądrości.

### Kultura masowa
Iluminaci pojawiają się często w filmach, grach komputerowych i utworach muzycznych. Dzięki teoriom spiskowym, w których występują jako tajemna i bardzo potężna grupa, ich nazwa jest dość znana. Predestynuje to iluminatów do roli tajemniczego zagrożenia. Popularne przykłady to:
- Filmy: 23, Lara Croft: Tomb Raider, Anioły i demony, Skarb narodów, The Whoopee Boys
- Gry karciane: Illuminati
- Gry fabularne: Illuminati
- Gry komputerowe: seria Deus Ex, The Secret World, Grand Theft Auto V, Life is Strange
- Utwór muzyczny: 23 autorstwa Welle: Erdball
- Illuminati – fikcyjna organizacja stworzona Marvel Comics, składająca się z najmądrzejszych i najsilniejszych superbohaterów tego wydawnictwa.